# Caprera (Bloemendaal)
Caprera is een buitenplaats in de Noord-Hollandse gemeente Bloemendaal. De buitenplaats bevindt zich aan de oostzijde van de Brederodelaan. De buitenplaats is in particulier bezit en niet opengesteld.

## Geschiedenis
Ter hoogte van Caprera lag een jachthuis voor de graven van Holland waar omstreeks 1100 melding van werd gemaakt. Dit jachthuis had de naam Hof of Huis te Aelbertsberg. In de 14e eeuw werd dit houten jachthuis vervangen door een stenen variant die het Huis te Bloemendaal ging heten. Dit jachthuis is in 1746 afgebroken.
In 1814 werden de gronden van het voormalige jachthuis door  Cornelia Wolff bij de buitenplaats Wildhoef gevoegd, waarmee dit buiten 130 hectare groot werd. In 1850 is deze buitenplaats gesplitst in vijf landgoederen door middel van vererving. Onder deze vijf landgoederen vielen onder andere Caprera en Schapenduinen. Caprera was toen zo’n 59 hectare groot.
De buitenplaats en het nabijgelegen meertje werden in 1858 door de toenmalige bewoner uit bewondering vernoemd naar de plek waar Italiaans vrijheidsstrijder Garibaldi zijn hoofdkwartier had, namelijk op het eiland Caprera nabij Sardinië. In 1928 is het toenmalige landhuis afgebroken en vervangen door een nieuw landhuis, naar een voorbeeld van architect C.F.A. Voysey.

## Openluchttheater en wandelpark
In 1948 werd het Openluchttheater Caprera geopend. Dit openluchttheater is aangelegd op een stuk land dat inmiddels niet meer bij het landgoed Caprera behoorde. De initiatiefnemer tot de bouw van dit theater was wethouder Dries van Geluk, naar wie tevens het door hem geïnitieerde Wethouder van Gelukpark is vernoemd.
Het Wandelpark Caprera is een park dat op de flanken van het Kopje van Bloemendaal ligt, de hoogste duintop van Zuid-Kennemerland. In dit wandelpark is het openluchttheater Caprera gesitueerd. Het park is zo’n 40 hectare groot.
Het park werd in 1956 aangekocht door de gemeente Bloemendaal. Met behulp van Staatsbosbeheer werd het park in 1960 opengesteld voor het publiek. 